# Maisi fisheri
Maisi fisheri är en skalbaggsart som beskrevs av Fernando de Zayas 1975. Maisi fisheri ingår i släktet Maisi och familjen långhorningar.
Artens utbredningsområde är Kuba. Inga underarter finns listade i Catalogue of Life.